# Franciskanklostret och kyrkan, Slavonski Brod
Franciskanklostret och kyrkan (kroatiska: Franjevački samostan i crkva) är ett kulturmärkt romersk-katolskt kloster och klosterkyrka i Slavonski Brod i Kroatien. Franciskanordens kloster och dess klosterkyrka, Heliga Treenighetens kyrka (crkva Presvetog Trojstva), uppfördes i etapper 1727-1770. Byggnadskomplexet bär stildrag från barocken och är en av de mest representativa byggnaderna för denna stilart i landskapet Slavonien. Det är beläget vid floden Sava, sydöst om Brodfästningen i stadens centrum, och i dess innehav finns flera värdefulla målningar. I klostret finns ett minnesrum för den framstående kroatiske poeten Dragutin Tadijanović.

## Historik och arkitektur
1694 uppfördes det första franciskanklostret i Slavonski Brod. Detta kloster var en träbyggnad. Den 12 augusti 1727 togs det första spadtaget till ett nytt kloster uppfört i sten, murtegel och murbruk. Grundstenen lades av baronen och härföraren Franz von der Trenck och arbetet leddes av franciskanermunken Ivan Narančić. 1727 stod klostrets västra flygel och trädgård färdig. 1732 färdigställdes den södra flygeln och 1768-1770 uppfördes den östra flygeln.
Klostret och kyrkan uppfördes i barockstil och utformades enligt militära ritningar med en 3,5 meter tjock grund och med 2 meter tjocka väggar. Med en längd av 38 meter, bredd på 13,5 meter och höjd på 13 meter är Heliga Treenighetens kyrka den största kyrkan i Slavonien och klostrets klausur är en av de mest representativa klausurerna i norra Kroatien. Ovanför klostrets norra passage finns en klocka och ett solur som är ett verk av Aleksa Schotz.

### Fotnoter
1. ↑  Kroatiska turistrådet
2. 1 2 3 4 5  Slavonski Brods turistförening (engelska)
3. 1 2  Mycroatia.com Arkiverad 2 januari 2015 hämtat från the Wayback Machine. (engelska)
4. ↑  Celestialscenes.com (kroatiska)